# Anonymus Seguerianus
Der Anonymus Seguerianus ist ein antiker rhetorischer Traktat aus der Zeit um 200 n. Chr. Die Schrift, in griechischer Sprache verfasst, ist nur in einer Handschrift erhalten (Paris, Bibliothèque nationale, Parisinus graecus 1874, 13. Jahrhundert) und nach deren Entdecker benannt: Der französische Gelehrte Nicolas Séguier de Saint-Brisson (1773–1854) entdeckte die Schrift 1838 und gab sie 1840 erstmals heraus. 
Der in der Handschrift überlieferte Titel τέχνη τοῦ πολιτικοῦ λόγου ist nicht der ursprüngliche, eher kommt τέχνη περὶ τῶν τεσσάρων τοῦ πολιτικοῦ λόγου μερῶν oder Ähnliches infrage. Der Autor ist nicht bekannt. Hans Graeven, ein späterer Herausgeber der Schrift, vermutete einen Rhetor des 2. und 3. Jahrhundert n. Chr. namens Kornutos, was aber von der späteren Forschung abgelehnt wurde. Die Zuschreibung hat zu Verwechslungen mit dem stoischen Philosophen Lucius Annaeus Cornutus geführt.
Der Traktat enthält eine umfassende Darstellung der rhetorischen Theorie, die für die Geschichte der antiken Rhetorik von großer Bedeutung ist. Er behandelt die vier Redeteile (προοίμιον = Vorrede, διήγησις = Darlegung, πίστις = Beweisführung, ἐπίλογος = Schluss), anschließend die vier officia oratoris (ausführlich: εὕρεσις = Materialsammlung, τάξις = Materialanordnung, λέξις = Stil; nur kurz die ὑπόκρισις = Vortragspraxis).
Die reiche Darstellung der rhetorischen Theorie beruht auf den Vorgängerwerken des Alexandros Numeniu, Neokles und Harpokration sowie auf anderen, nicht näher bekannten Quellen; die Schriften des Hermogenes von Tarsos werden dagegen nicht berücksichtigt. Von besonderem Wert sind die Angaben über die rhetorischen Systeme des Apollodor von Pergamon und Theodoros von Gadara.
Der rhetorische Traktat ist allerdings nicht in seiner ursprünglichen Gestalt überliefert, sondern nur in einem Auszug. „Nur bei der Annahme einer Epitome kann man die vielfachen Kürzungen, Zusätze, Streichungen, Wiederholungen, Versetzungen, Missverständnisse verstehen und erklären.“ (Julius Brzoska) Die Rekonstruktion der zugrundeliegenden Schrift oder Schriften ist schwierig und in der Forschung nicht einhellig geklärt.